# 858 TCN
858 TCN là một năm trong lịch La Mã.